# Raúl González (boxe anglaise)
Pour les articles homonymes, voir Raúl González (homonymie) et González.
Raúl González est un boxeur cubain né le 5 juin 1967.

## Carrière
Il participe aux Jeux olympiques de Barcelone en 1992 dans la catégorie des poids mouches et remporte la médaille d'argent. Lors de sa carrière sportive, il remporte également une médaille de bronze mondiale en 1995.

### Parcours auxJeux olympiques
Jeux olympiques d'été de 1992 à Barcelone (poids mouches) :
- Bat Leszek Olszewski (Pologne)
- Bat Moses Malagu (Nigéria)
- Bat David Serradas (Venezuela)
- Bat Timothy Austin (États-Unis)
- Perd contre Choi Chol-su (Corée du Nord)

## Référence
1. ↑  (en) Résultats des Jeux olympiques 1992 (amateur-boxing.strefa.pl)